# Karlsnäsgården

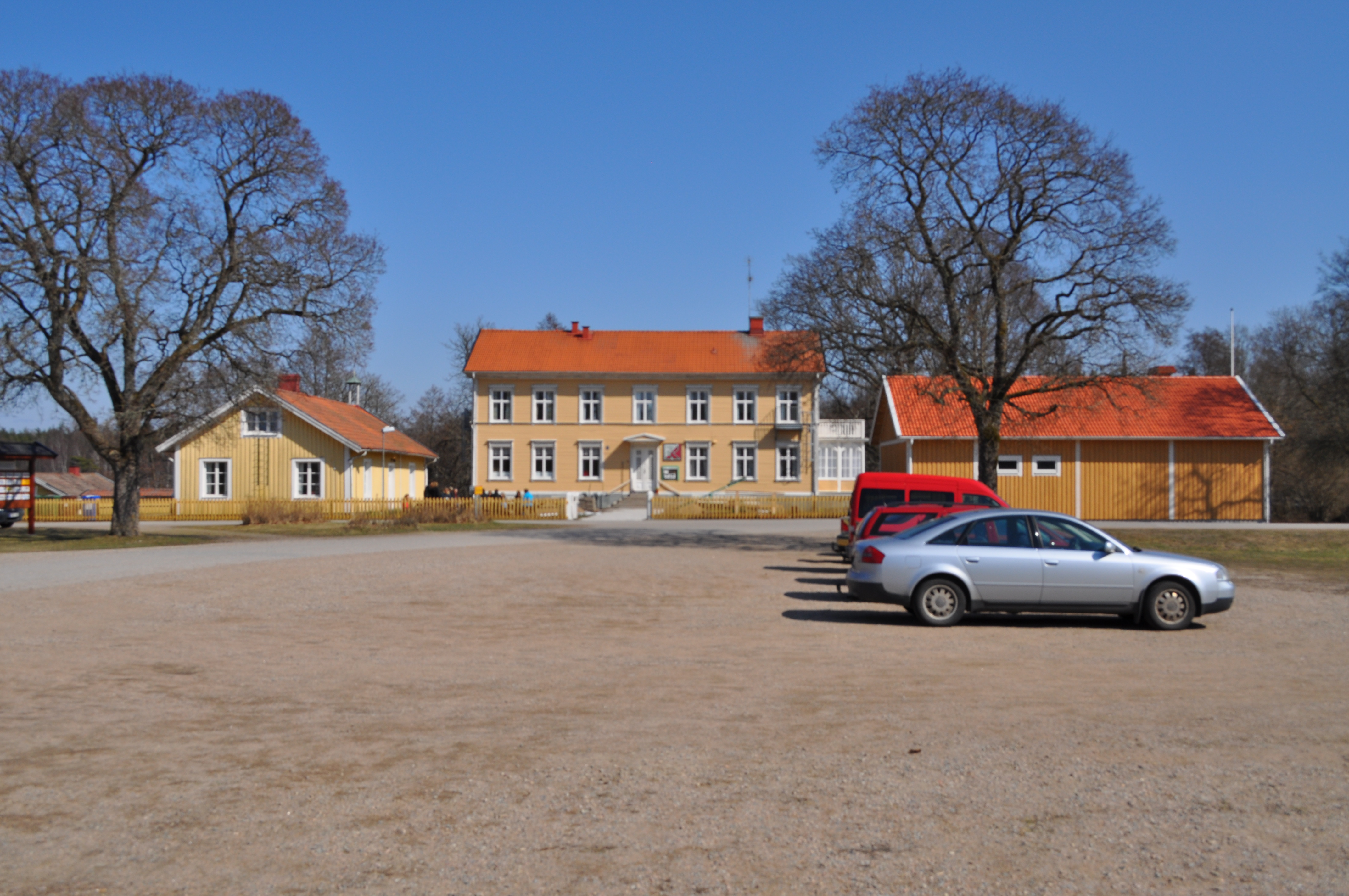
Karlsnäsgården

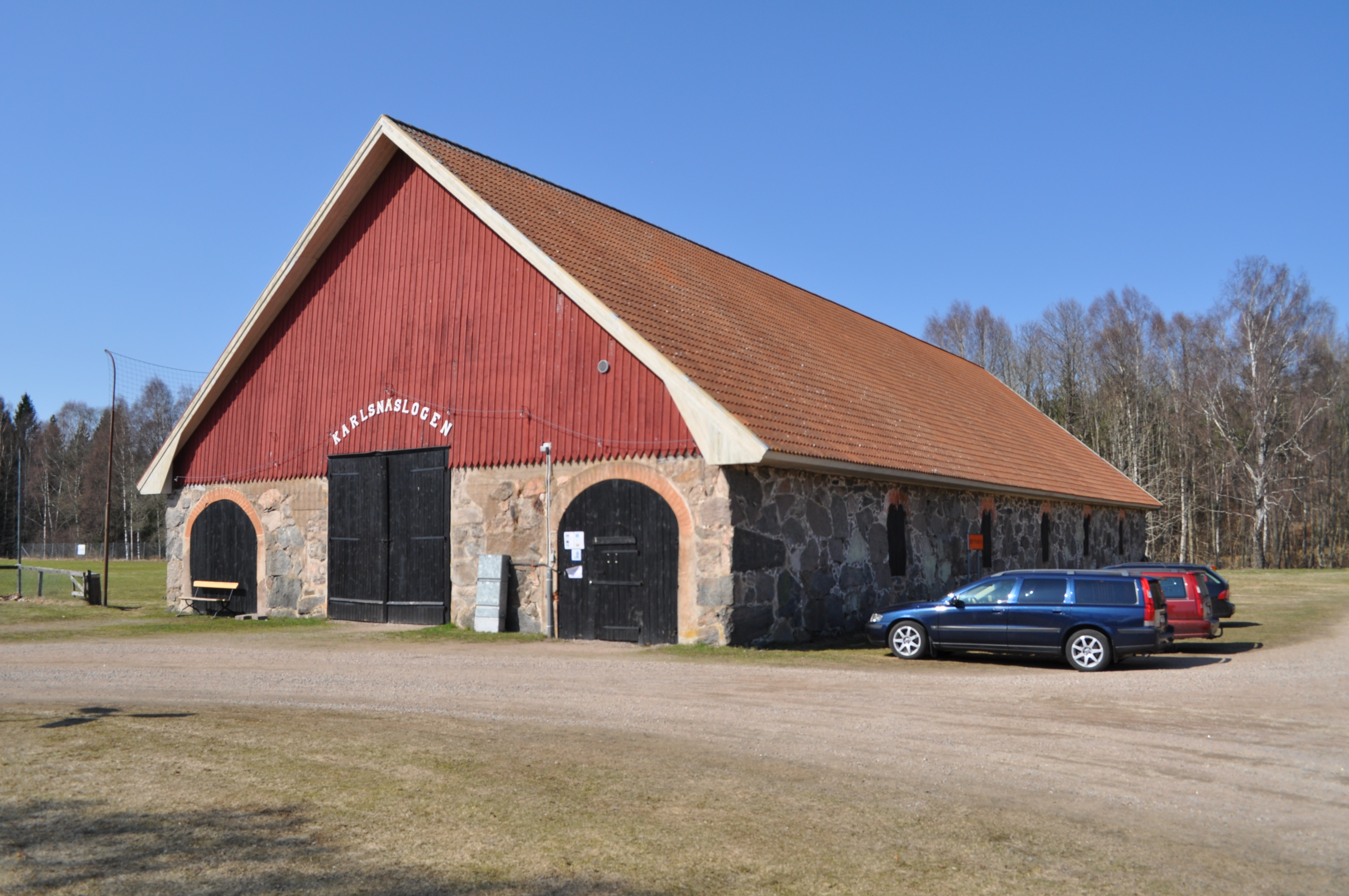
Karlsnäsgårdens dansloge

Karlsnäsgården är Ronneby Orienteringsklubbs friluftsanläggning och klubbgård. Gården ligger cirka 13 km norr om Ronneby vid sjön Rötlången som ingår i Ronnebyåns vattensystem. Gården är målpunkten för vandringsleden Karlsnäsleden. Härifrån utgår många av klubbens träningar och aktiviteter. Här finns även möjlighet till rekreation både för klubbens egna medlemmar och allmänheten.
Vid Karlsnäsgården finns motions- och skidspår av varierande längder om 2-10 km, samt ett konstsnö- och elljusspår på 1,7 respektive 2,5 km.
Tipsprommenader arrangeras en gång i vecka på söndagar vintertid.  Veckans motionsorienteringsbana finns för självservering i en röd brevlåda vid anslagstavlan, utanför gården under april t o m oktober.
Möjlighet till att hyra kanot finns, främst genom Paddelkompaniet, även friluftsfrämjandet har kanoter på Karlsnäsgården.
Karlsnäsgården består av en huvudbyggnad, som innehåller mötesrum, klubbkansli. I en separat byggnad finns omklädningsrum med dusch och bastu vardera för damer och herrar. I två separata annex finns logimöjligheter. Ytterligare byggnader är stora logen som kan användas sommartid för upp till 700 personer.